# Dyade (wiskunde)
Een dyade of dyadisch product van twee vectoren uit dezelfde vectorruimte is het matrixproduct van de eerste vector opgevat als kolomvector en de tweede vector opgevat als rijvector. Het resultaat daarvan is een vierkante matrix, die een tensorproduct is. Het begrip is ingevoerd door de Amerikaanse natuurkundige Josiah Willard Gibbs. 
Algemeen kan het dyadisch product {\displaystyle \mathbf {a} \otimes \mathbf {b} } van de vectoren {\displaystyle \mathbf {a} } en {\displaystyle \mathbf {b} } gedefinieerd worden door te eisen dat voor iedere vector {\displaystyle c} moet gelden:
{\displaystyle (\mathbf {a} \otimes \mathbf {b} )\ \mathbf {c} =\mathbf {a} \langle \mathbf {b} ,\mathbf {c} \rangle }
en
{\displaystyle \mathbf {c} \ (\mathbf {a} \otimes \mathbf {b} )=\langle \mathbf {c} ,\mathbf {a} \rangle \mathbf {b} }
waarin {\displaystyle \langle \cdot ,\cdot \rangle } het inproduct voorstelt.
De in de inleiding gegeven definitie van dyade voor euclidische vectoren:
{\displaystyle (\mathbf {a} \otimes \mathbf {b} )_{rk}=a_{r}b_{k}}
kan dan worden afgeleid.
Een belangrijke toepassing van dyades, onder meer in elektromagnetisme, vormt de greense dyade.

## Websites
- MathWorld. Vector Direct Product.